# Stockholmsrella
Stockholmsrella (isländska: Stokkhólmsrella), är en reseskildring av den isländske historikern Hannes Finnsson från ett Sverigebesök 1772. Hannes Finnssons anteckningar är förda dag för dag.
Hannes Finnsson reste i juli 1772 till Stockholm och Uppsala över Helsingør och Helsingborg tillsammans med rättshistorikern Peder Kofod Ancher för att söka efter källor till gammal nordisk lagstiftning i bland annat Antikvitetskollegium. Han for från skjutshåll till skjutshåll på en resa som tog nio dagar. Han fick ibland vänta länge på skjutshästar, till exempel tio timmar i Örkelljunga, vilket gav många tillfällen till samtal med svenskar på vägen. 
Han skrev en reseberättelse, som finns i hans "brev- och minnesbok", där han 1759–1773 samlade brevavskrifter och minnesanteckningar, och som publicerades i den isländska tidskriften Andvari 1934 som Stokkhólmsrella eftir Hannes biskup Finnsson. I översättning av Arvid Hjalmar Uggla utgavs 1935 Stockholms-rella av Samfundet Sverige-Island/Lars Hökerbergs Förlag i Stockholm. Namnet Stockholmsrella kan vara en skämtsamt nedsättande beteckning, ungefär ”Stockholmsprat”.
Om Östergötland skrev han: "Klippor, branta kullar och lavafält (hraun) finns här mycket av", något som i den svenska översättningen ändrades till "klippor, branta åsar och steniga marker äro talrika". 
Under en resa till Uppsala passar han på att besöka Carl von Linné. Denne visade upp akademiträdgården och sina samlingar i den lilla paviljongen. Han träffar döttrarna och karaktäriserar Linné som "behaglig, fast lite envis". Hannes Finnsson noterade att det i akademiträdgården fanns många slags apor, markattor, lemurer, påfåglar och en "amerikansk björn" (tvättbjörn).
Sverigebesöket skedde under frihetstidens sista period. Hannes Finnsson kom att uppleva Gustaf III:s statskupp den 19 augusti 1772. Han är först negativ till den, men svänger om efter några dagar och påpekar bland annat att riksdagsledamöterna, särskild de i mösspartiet, varit korrupta.